# 정승하
정승하(1999년 12월 17일 ~)는 대한민국의 카트라이더 프로게이머이다. 선수 시절 아이디는 SeungHa이다.

## 선수 시절
2018년 1월, 넥슨 카트라이더 리그 듀얼 레이스 시즌 3에 Oz-FANTASTICK 소속으로 참가하면서 커리어를 시작했다. 듀얼 레이스 시즌 3 팀전 3위, 개인전 4위를 달성했다. 2018년 8월, 듀얼 레이스 X시즌에 Oz-FANTASTICK 소속으로 참가하여 팀전 4위, 개인전 5위를 기록했다.
2019-1 시즌에 GEEKSTAR 소속으로 참가하여 팀전 4위, 개인전 6위를 기록했다. 2019-2 시즌에는 참가하지 않았다.
2020시즌을 앞두고 아프리카 프릭스에 입단했다. 2020-1 시즌 팀전 3위, 개인전 19위를 달성했다. 이후 팀에서 퇴단했다.
2020년 6월 17일, 샌드박스 게이밍에 입단했다. 2020-2 시즌 팀전 3위, 개인전 6위를 달성했다.
2021시즌을 앞두고 샌드박스 게이밍과 재계약을 체결했다. 2021-1 시즌 팀전 우승, 개인전 10위를 달성했다. 2021-2 시즌 팀전 우승, 개인전 6위를 달성했다. 2021 수퍼컵 시즌 팀전 준우승, 개인전 10위를 달성했다.
2022시즌을 앞두고 리브 샌드박스와 재계약을 체결했다. 2022-1 시즌 팀전 3위, 개인전 14위를 달성했다. 2022-2 시즌 팀전 우승, 개인전 13위를 달성했다. 2022 수퍼컵 시즌 팀전 우승, 개인전 16위를 달성했다.
2023시즌을 앞두고 리브 샌드박스와 재계약을 체결했다. 2023-P1시즌 팀전 준우승, 개인전 20위를 기록했다. 군에 입대하기 위해 팀에서 퇴단했다.

## 소속팀
| # | 팀명            | 소속 기간               | 소속 리그 | 비고 |
| - | --------------- | ----------------------- | --------- | ---- |
| 1 | Oz-FANTASTICK   | 2018.01.20 ~ 2018.09.15 | KRL       |      |
| 2 | GEEKSTAR        | 2019.01.05 ~ 2019.03.23 | KRL       |      |
| 3 | 아프리카 프릭스 | 2019.11.24 ~ 2020.06.17 | KRL       |      |
| 4 | 샌드박스 게이밍 | 2020.06.17 ~ 2023.05.14 | KRL KDL   |      |

## 수상 내역

### 크레이지레이싱 카트라이더
공식 대회 우승 4회, 준우승 1회
- 넥슨 카트라이더 리그 듀얼 레이스 시즌 3 팀전 3위
- 2020 SKT JUMP 카트라이더 리그 시즌 1 팀전 3위
- 2020 SKT 5GX JUMP 카트라이더 리그 시즌 2 팀전 3위
- 2021 신한은행 헤이영 카트라이더 리그 시즌 1 팀전 우승 (샌드박스 게이밍)
- 2021 신한은행 헤이영 카트라이더 리그 시즌 2 팀전 우승 (리브 샌드박스)
- 2021 신한은행 헤이영 카트라이더 리그 수퍼컵 팀전 준우승
- 2022 신한은행 헤이영 카트라이더 리그 시즌 1 팀전 3위
- 2022 신한은행 헤이영 카트라이더 리그 시즌 2 팀전 우승 (리브 샌드박스)
- 2022 신한은행 쏠 카트라이더 리그 수퍼컵 팀전 우승 (리브 샌드박스)

### 카트라이더: 드리프트
- 카트라이더: 드리프트 리그 프리시즌 1 팀전 준우승